# Frente de Liberación de Jammu y Cachemira
El Frente de Liberación de Jammu y Cachemira (FLJC) es una organización separatista militante activa tanto en los territorios de Cachemira administrados por la India como por Pakistán. Fue fundado por Amanulá Khan, y Maqbool Bhat también figura como cofundador. Originalmente era un ala militante del Frente del Plebiscito en Azad Cachemira, pero la organización cambió oficialmente su nombre por el de Frente de Liberación de Jammu y Cachemira en Birmingham, Inglaterra, el 29 de mayo de 1977; desde entonces y hasta 1994 fue una organización militante activa en Cachemira. El FLJC estableció primero sucursales en varias ciudades y pueblos del Reino Unido y otros países de Europa, así como en Estados Unidos y en todo Oriente Medio. En 1982, creó una rama en el territorio de Azad Jammu y Cachemira, administrado por Pakistán, y en 1987 estableció una rama en el Valle de Cachemira, administrado por la India.
Después de 1994, el ala del FLJC en Cachemira administrada por la India bajo el liderazgo del separatista cachemir Yasin Malik, declaró un "alto el fuego indefinido" y, según se informa, disolvió su ala militante. Tras ello, la organización se comprometió a llevar a cabo una lucha política para lograr su objetivo de independencia de toda la región del antiguo Principado de Jammu y Cachemira, tanto de India como de Pakistán. Sin embargo, la rama del FLJC en Azad Jammu y Cachemira no estaba de acuerdo con este cambio de dirección y posteriormente se separó del ala del FLJC en el Valle de Cachemira. En 2005, los dos grupos se fusionaron de nuevo, manteniendo la identidad original de la organización.
Aunque el FLJC sólo tiene miembros musulmanes, es teóricamente laico. Sigue afirmando que su objetivo final es una Cachemira laica e independiente, libre tanto de India como de Pakistán. A pesar de haber recibido apoyo en forma de armas y entrenamiento del ejército pakistaní, considera a Pakistán una "potencia de ocupación" y lleva a cabo una lucha política contra él en Azad Jammu y Cachemira.
El FLJC en el valle de Cachemira fue prohibido oficialmente por el gobierno indio en virtud de una ley antiterrorista aprobada en marzo de 2019, un mes después del ataque de Pulwama por Jaish-e-Mohammed.

## Historia
El FLJC fue fundado por Amanulá Khan en Birmingham en junio de 1976 a partir de la antigua sección británica del "Frente del Plebiscito". A menudo se atribuye a Maqbool Bhat ser su cofundador. Khan nació en Gilgit, estudió en Srinagar y emigró a Pakistán en 1952. Bhat nació en Kupwara y también emigró a Pakistán tras estudiar en Srinagar. El dúo había formado anteriormente el Frente de Liberación Nacional de Jammu y Cachemira a finales de la década de 1960, junto con Hashim Qureshi. El grupo llevó a cabo el secuestro de Ganga, un avión de Indian Airlines que volaba de Srinagar a Jammu, en enero de 1971, y lo desvió a Lahore. El gobierno pakistaní devolvió a todos los pasajeros y la tripulación a India, y posteriormente juzgó a los secuestradores y a varios miembros del frente acusados de ser agentes indios. Khan estuvo encarcelado en una prisión de Gilgit durante 1970-72, y fue liberado tras estallar las protestas. Maqbool Bhat fue liberado en 1974, y cruzó a la Cachemira administrada por la India, donde fue detenido en un atraco a un banco.
Amanulá Khan se trasladó a Inglaterra, donde recibió el apoyo entusiasta de la comunidad Mirpuri británica. La sección británica del Frente del Plebiscito se convirtió en el Frente de Liberación de Jammu y Cachemira (FLJC) en mayo de 1977. También formó un brazo armado llamado "Ejército de Liberación Nacional". Amanulá Khan asumió el cargo de secretario general del FLJC en febrero siguiente. Con el apoyo activo de los mirpuríes británicos, el grupo se expandió rápidamente, creando sucursales en Pakistán, Dinamarca, Holanda, Alemania, Francia, Arabia Saudí, Emiratos Árabes Unidos y Estados Unidos. Organizó convenciones muy concurridas en Birmingham (1981) y Luton (1982).
En 1979, el FLJC  planeó interrumpir el partido internacional de cricket que se jugaba en Srinagar. El equipo australiano visitante fue vigilado con alta seguridad y no se produjeron incidentes desagradables. Praveen Swami afirma que el FLJC hizo planes para bombardear la conferencia de los no alineados de marzo de 1983 en Nueva Delhi y para secuestrar un avión de pasajeros de Nueva Delhi, pero ambos planes fueron abortados. Tras la llegada de Hashim Qureshi al Reino Unido en enero de 1984, se planeó otro secuestro.
Sin embargo, el 3 de febrero de 1984, miembros del Ejército de Liberación Nacional secuestraron al diplomático indio Ravindra Mhatre en Birmingham y exigieron la liberación de Maqbool Bhat como rescate. Amanulá Khan fue nombrado interlocutor. Desgraciadamente, los secuestradores entraron en pánico ante la posibilidad de una redada policial y, supuestamente siguiendo las instrucciones de Amanulá Khan, dispararon al diplomático. India ejecutó a Maqbool Bhat seis días después, convirtiéndolo en un mártir y dando al FLJC la visibilidad de la que carecía anteriormente. Un tribunal británico condenó a dos miembros del FLJC por el asesinato de Mhatre. Hashim Quresi y Amanulá Khan fueron expulsados del Reino Unido.

## Insurgencia cachemira
Amanulá Khan y Hashim Qureshi regresaron a Pakistán en 1984 y establecieron la sede del FLJC en Muzaffarabad. Pakistán, bajo el mando de Zia ul-Haq, que ya apoyaba a los militantes jalistaníes en el Punyab, estaba dispuesto a apoyar una insurgencia en Cachemira, y Khan estaba dispuesto a colaborar con la dirección de Inteligencia Inter-Services (ISI). Hashim Qureshi, en cambio, se negó y se exilió en Holanda. El FLJC inició una planificación política que continuó hasta finales de 1987.
Tras las elecciones estatales supuestamente amañadas en Jammu y Cachemira en 1987, los jóvenes descontentos del Valle de Cachemira comenzaron a cruzar la Línea de Control hacia Azad Cachemira para obtener armas y entrenamiento. El FLJC de Khan era su destino natural. El académico Paul Staniland afirma que el FLJC "renació" en la Cachemira controlada por la India en este periodo. Estaba dirigido por jóvenes activistas de Srinagar y sus alrededores, que cruzaron a Azad Cachemira para obtener armas y entrenamiento y regresaron a Srinagar. Yasin Malik, junto con Hamid Sheikh, Ashfaq Wani y Javed Ahmad Mir, formaron el núcleo de los militantes del FLJC en el valle de Cachemira. La enormidad del apoyo popular recibido por su llamamiento a la independencia les sorprendió. En dos años, el FLJC del valle se convirtió en la "vanguardia y punta de lanza de un levantamiento popular" contra el Estado indio.
El FLJC libró una guerra de guerrillas con las fuerzas de seguridad indias, secuestró a Rubiya Sayeed, hija del ministro del Interior indio, y perpetró ataques contra el gobierno y los funcionarios de seguridad. En marzo de 1990, Ashfaq Wani murió en un combate con las fuerzas de seguridad indias. En agosto de 1990, Yasin Malik fue capturado herido. Estuvo encarcelado hasta mayo de 1994. Hamid Sheikh también fue capturado en 1992, pero fue liberado por la Fuerza de Seguridad Fronteriza para contrarrestar a los guerrilleros pro-pakistaníes. En 1992, la mayoría de los militantes del FLJC habían muerto o habían sido capturados.
A Pakistán no le interesaba un FLJC proindependentista. Se cree que estos sólo aceptaron la colaboración con el FLJC como un "compromiso necesario", porque los grupos islamistas aún no tenían vigencia en el Valle de Cachemira. Sin embargo, los cuadros de los grupos islamistas también recibieron formación en los campos de entrenamiento del FLJC en Azad Cachemira. Esto condujo rápidamente a una dilución de la ideología nacionalista del FLJC. La independencia y el Islam se convirtieron en lemas intercambiables. Los ataques islamistas que se produjeron contra los pandits de Cachemira, las mujeres liberales en general, las tiendas de licores y los salones de belleza nunca fueron condenados por el FLJC. Según Hasim Qureshi, esos atropellos eran "la política oficial de Pakistán" y la política era respaldada por la derecha islámica, así como por el FLJC de Amanulá Khan. "El ISI dirigió este movimiento en líneas comunales desde el principio", dijo Qureshi, "y para ello Amanulá y sus subordinados se convirtieron en sus agentes".

## Transición a la lucha pacífica
En 1992, la mayoría de los militantes del FLJC habían muerto o habían sido capturados y estaban cediendo terreno a grupos guerrilleros propaquistaníes como el Hizb-ul-Mujahideen, fuertemente respaldado por las autoridades militares paquistaníes. La nueva invasión de combatientes panislamistas infiltrados en el valle desde Pakistán cambió el color de la insurgencia. Pakistán dejó de apoyar económicamente al FLJCdebido a su ideología independentista.
Tras salir de prisión bajo fianza en mayo de 1994, Yasin Malik declaró un alto el fuego indefinido del FLJC. Sin embargo, según él, el FLJC perdió un centenar de activistas en las operaciones indias. Los periodistas independientes mencionaron que trescientos activistas fueron asesinados. Se dice que fueron comprometidos por miembros de Hizb-ul-Mujahideen, que informaron de su paradero a las fuerzas de seguridad.
El llamamiento de Malik a la lucha pacífica fue inaceptable para Amanulá Khan, que lo destituyó como presidente del FLJC. A cambio, Malik expulsó a Khan de la presidencia. Así, el FLJC se dividió en dos facciones. El gobierno pakistaní reconoció a Yasin Malik como líder del FLJC, lo que complicó aún más la situación.
Ellis y Khan afirman que, durante las elecciones de Azad Cachemira en 1996, el FLJC obtuvo más apoyo que todos los partidos tradicionales, aunque no se le permitió concurrir a las elecciones debido a su postura independentista.

## Escisiones y reunificación
El FLJC se dividió en dos facciones después de que el grupo basado en la Cachemira administrada por la India, dirigido por Yasin Malik, renunciara públicamente a la violencia en 1995. Sus homólogos en la Cachemira administrada por Pakistán, dirigidos por Amanulá Khan, se negaron a hacerlo, lo que precipitó la división del partido.
Desde 1995, Yasin Malik ha renunciado a la violencia y pide métodos estrictamente pacíficos para llegar a un acuerdo sobre la cuestión de Cachemira. Yasin Malik también considera que los pandits de Cachemira, unos 400.000 hindúes que fueron expulsados de Cachemira tras los violentos ataques de los separatistas y que actualmente se encuentran en campos de refugiados en Jammu y otras ciudades indias, son parte integrante de la sociedad cachemir y ha insistido en su derecho al retorno.
Tras el atentado de diciembre de 2001 contra el Parlamento indio, el nombre de Amanulá figuró en la lista de 20 terroristas buscados que India facilitó a Pakistán para ser extraditados por diversos delitos relacionados con el terrorismo. En enero de 2002, Amanulá Khan se ofreció a entregarse a las autoridades indias siempre que un "tribunal internacional emitiera un veredicto contra él".
En 2005, India permitió a Yasin Malik visitar Pakistán por primera vez. Los dos líderes, Malik y Khan, aprovecharon la oportunidad para reunirse. En junio de 2005, una década después de la ruptura, Malik y Khan acordaron reunificar el FLJC. En la actualidad, el FLJC de la Cachemira administrada por Pakistán está dirigido por Sardar Saghir Ahmad.
En diciembre de 2005, algunos miembros veteranos del FLJC se separaron de Yasin Malik y formaron un nuevo FLJC con Farooq Siddiqi como presidente, junto con Javed Mir, Salim Nannaji e Iqbal Gundroo, a los que posteriormente se unió el antiguo militante Farooq Ahmed Dar. Últimamente, Tahir Mir, antiguo jefe del Frente de Liberación de Estudiantes, también se separó de Malik y se unió al FLJC dirigido por Farooq Ahmed Dar. Los observadores de Cachemira creen que la política cambiante de Yasin Malik de buscar una solución interna con India tras su supuesta reunión secreta con el Primer Ministro de India provocó la secesión de sus principales líderes. Farooq Ahmed Dar es partidario de que la Unión Europea participe en la resolución del conflicto, y ha pedido a los funcionarios de la UE que den seguimiento a la visita de una delegación ad hoc del Parlamento Europeo a Cachemira en 2004.